# Europs simplex
Europs simplex és una espècie de coleòpter de la família Monotomidae. El nom científic de l'espècie va ser publicat per primera vegada l'any 1900. Habita a Costa Rica.